# Różyna (Sępopol)
Różyna (deutsch Rosenort) ist ein Ort in der polnischen Woiwodschaft Ermland-Masuren. Er gehört zur Gmina Sępopol (Stadt- und Landgemeinde Schippenbeil) im Powiat Bartoszycki (Kreis Bartenstein).

## Geographische Lage
Różyna liegt in der nördlichen Mitte der Woiwodschaft Ermland-Masuren, 13 Kilometer östlich der Kreisstadt Bartoszyce (deutsch Bartenstein).

## Geschichte
Das Dorf Rosenvelt wurde 1356 gegründet und hieß vor 1785 Rosenorth. Im Jahre 1910 zählte der Ort 282 Einwohner.
Anfang der 1930er Jahre wurde Rosenort Amtsdorf und damit namensgebend für einen Amtsbezirk im ostpreußischen Kreis Friedland (1927 in „Kreis Bartenstein“ umbenannt). In den Amtsbezirk waren die Orte Paßlack (polnisch Pasławki) und Rosenort eingegliedert. Der Amtsbezirk bestand bis 1945.
Im Jahre 1933 zählte Rosenort 278 Einwohner, im Jahre 1939 waren es 277.
Als 1945 in Kriegsfolge das gesamte südliche Ostpreußen an Polen fiel, erhielt Rosenort die polnische Namensform „Różyna“. Heute ist das Dorf in die Stadt- und Landgemeinde Sępopol (Schippenbeil) im Powiat Bartoszycki (Kreis Bartenstein) eingegliedert, von 1975 bis 1998 der Woiwodschaft Olsztyn, seither der Woiwodschaft Ermland-Masuren zugeordnet.

## Kirche
Bis 1945 war Rosenort in die evangelische Kirche Falkenau (polnisch Sokolica) in der Kirchenprovinz Ostpreußen der Kirche der Altpreußischen Union, außerdem in die römisch-katholische Kirche Bartenstein im damaligen Bistum Ermland eingepfarrt.
Heute gehört Różyna zur katholischen Pfarrei Sokolica im jetzigen Erzbistum Ermland, außerdem zur evangelischen Kirche Bartoszyce, einer Filialkirche von Kętrzyn (Rastenburg) in der Diözese Masuren der Evangelisch-Augsburgischen Kirche in Polen.

## Verkehr
Różyna liegt an einer Nebenstraße, die von Sępopol (Schippenbeil) über Kinwągi (Kinnwangen) nach Śmiardowo (Schmirdtkeim) führt. Von Sokolica (Falkenau) aus führt eine Straße direkt nach Różyna.
Różyna verfügt über keinen Bahnanschluss mehr. Bis 2002 war der Ort Bahnstation an der Bahnstrecke Głomno–Białystok, die vor 1945 von Königsberg (Preußen) (heute russisch Kaliningrad) bis nach Prostken (polnisch Prostki) führte. Der Streckenabschnitt zwischen Korsze (Korschen) und der polnisch-russischen Staatsgrenze, an dem Różyna liegt, wird nicht mehr befahren.